# Howie Long
Howard Matthew Moses Long, detto Howie (Charlestown, 6 gennaio 1960), è un ex giocatore di football americano e attore statunitense che ha giocato nel ruolo di defensive end per tutta la carriera con gli Oakland/Los Angeles Raiders nella National Football League (NFL). Nel 2000 è stato inserito nella Pro Football Hall of Fame. È il padre del defensive end Chris Long.

## Carriera professionistica
Long fu scelto nel corso del secondo giro del Draft NFL 1981 dagli Oakland Raiders. Long rimase 13 stagioni con la squadra indossando il numero 75. La sua rara combinazione di stazza, forza e velocità lo resero una colonna della linea difensiva dei Raiders, facendogli guadagnare 8 otto convocazioni per il Pro Bowl, fu inserito nel First-team All-Pro tre volte (nel 1983, '84 e '85) e nel Second-team All-Pro altre due (nel 1986 e 1989).
Long mise a segno 91½ sack nel corso della sua carriera (7½ non sono ufficiali, dal momento che i sack non erano ancora una statistica ufficiale nella sua stagione da rookie). Il suo primato fu nel 1983 con 13 sack, incluso un record di 5 contro i Washington Redskins il 2 ottobre 1983. Inoltre intercettò due passaggi e recuperò 10 fumble. All'epoca del suo ritiro, fu l'ultimo Raider ad aver fatto parte della franchigia prima che questa si trasferisse a Los Angeles. Long vinse il Super Bowl XVIII come defensive end sinistro coi Raiders (stagione 1983), battendo i Washington Redskins, dominando il suo diretto avversario, l'offensive tackle George Starke, e il famoso attacco sulle corse dei Redskins guidato da John Riggins fu tenuto a sole 90 yard su 32 tentativi.
Pro Football Weekly (PFW) inserì Long nella sua difesa ideale di tipo 3-4 di tutti insieme a Lee Roy Selmon, Curley Culp, Lawrence Taylor, Andre Tippett, Randy Gradishar e Harry Carson. PFW raccolse i voti di 40 ex allenatori, giocatori e scout della NFL.

## Palmarès

### Franchigia
- Super Bowl : 1

Los Angeles Raiders: XVIII
- American Football Conference Championship: 1

Los Angeles Raiders: 1983

### Individuale
- Convocazioni al Pro Bowl: 8

1983, 1984, 1985, 1986, 1987, 1989, 1992, 1993
- First-team All-Pro: 3

1983, 1984, 1985
- Second-team All-Pro: 2

1986, 1989
- Defensive lineman dell'anno: 2

1984, 1985
- Formazione ideale della NFL degli anni 1980
- Pro Football Hall of Fame (classe del 2000)

## Filmografia
- Nome in codice: Broken Arrow (1996)
- Tempesta di fuoco (1998)
- La rapina (2001)